# Paradigma (taalkunde)
In de taalkunde is paradigma de benaming voor een groep verschijningsvormen van een of meer woorden die tot op zekere hoogte als alternatieven voor elkaar kunnen worden beschouwd. Zulke taalvormen staan tot elkaar in "paradigmatische relatie", hetgeen wil zeggen dat in een bepaalde context steeds een van de vormen wordt gekozen. De keuze kan dwingend zijn opgelegd door het taalverband, wat in het bijzonder geldt voor synthetische talen. De keuze kan ook min of meer vrij zijn.

## Woordvormparadigma
Eén woord kan soms meerdere vormen aannemen, en de mate waarin dit mogelijk is, is afhankelijk van het soort woord in kwestie, maar vooral ook van de taal waarin dat woord voorkomt. Talen als Latijn en Grieks kennen vele vormen voor hetzelfde woord: een werkwoord met vele vervoegingen, een zelfstandig naamwoord of bijvoeglijk naamwoord met veel verbuigingen.
We kunnen dit nog zien in uitdrukkingen die wij aan het Latijn ontleend hebben. We gebruiken nog wel de uitdrukking
bonus homo, "een goed mens".
Maar wanneer een advocaat zijn cliënt gratis bijstaat, zeggen we wel dat hij dit doet
pro bono, "voor het [algemeen] goed, voor het algemeen belang".
(Deze laatste uitdrukking hebben we indirect aan het Latijn ontleend, via het Noord-Amerikaans taalgebruik; maar het is Latijn.)
Bonus en bono hebben beide ruwweg dezelfde betekenis: het Nederlandse vertaalequivalent is "goed". Daardoor, en door de duidelijke vormovereenkomst, beschouwen we bonus en bono als een en hetzelfde woord. Dat woord heeft nog veel meer vormen. Een inventarisatie levert het volgende overzicht op:
| Latijn    | mannelijk                      | vrouwelijk                      | onzijdig                      |
| enkelvoud | bonus boni bono bonum bono     | bona bonae bonam bona           | bonum boni bono bonum bono    |
| meervoud  | boni bonorum bonis bonos bonis | bonae bonarum bonis bonas bonis | bona bonorum bonis bona bonis |

Dit overzicht laat zien dat er steeds een onveranderlijk gedeelte is, de stam. Bij dit woord is die stam: bon-. Daaraan vast zitten verschillende uitgangen, waardoor de vorm van het woord als geheel verandert. Aan die veranderlijke vorm kunnen we het woordgeslacht zien (de drie kolommen naast elkaar) en ook het woordgetal (beide rijen onder elkaar). Maar per kolom en rij komen nog weer varianten voor; die zijn noodzakelijk om de functie van het woord in de zin te onderscheiden. (In dit geval worden soms diverse functies vervuld door gelijke woordvormen, zoals bono; vandaar de doublures in het overzicht.) 
Aldus verenigt één woord, met de stam bon-, verschillende aspecten in zich: geslacht, getal, en functie binnen de zinsbouw. 
Een taal waarbij dit in hoge mate het geval is wordt een synthetische taal genoemd: het woord als geheel is een "allegaartje" van diverse taalkundige kenmerken. Wélke kenmerken dat zijn, hangt van de taal af: soms is er naast enkel- en meervoud nog een ander getal, de dualis. Soms komt er geen onzijdig geslacht voor.
Een woordparadigma wordt populair ook wel "rijtje" genoemd, om voor de hand liggende redenen. Van zelfstandige en bijvoeglijke naamwoorden zegt men dat ze verbogen worden; het paradigma dat de vormverandering aangeeft, wordt dan ook wel de "verbuiging" genoemd.
Daarentegen worden werkwoorden vervoegd. De "vervoeging" van het Latijnse werkwoord is nog veel complexer dan de verbuiging van zelfstandig en bijvoeglijk naamwoord. 

### Paradigma en taalverwerving
De moedertaalleerling leert zijn taal niet door theorievorming, maar door gewenning en door het navolgen van praktische voorbeelden uit de directe omgeving. Het aanleren van paradigmata komt daaraan niet te pas, en vele sprekers van een synthetische taal (zoals het moderne Spaans) zouden niet eens bewust een paradigma kunnen presenteren.
Het paradigma is een inventarisatie-instrument, dat beschrijvende taalstudie (taalkunde) mogelijk maakt. Het kán daarnaast gebruikt worden bij het aanleren van een vreemde taal, en dat gebeurt ook vaak, maar het is niet strikt noodzakelijk: er bestaan andere methoden.

### Vormparadigmaverlies
Syncretisme en nivellering zijn belangrijke factoren die ten grondslag liggen aan het eenvoudiger worden of verdwijnen van woordparadigma's. Als gevolg hiervan hebben uitgangen bijvoorbeeld in het algemeen de neiging af te slijten (deflexie), om te worden vervangen door een analytische omschrijving. Er blijven dan op den duur weinig vormparadigma's van één en hetzelfde woord over. We zien dat bijvoorbeeld in het Frans, waar weliswaar cognaten van de Latijnse stam bon- voortleven, maar met een sterk gereduceerd aantal verbogen vormen:
| Frans     | mannelijk | vrouwelijk |
| enkelvoud | bon       | bonne      |
| meervoud  | bons      | bonnes     |

Dit gereduceerde paradigma is via een aantal tussenstadia bereikt. Hetzelfde geldt voor andere moderne talen als het Engels en het Nederlands, die nog maar in zeer geringe mate synthetisch zijn. In het Oudengels waren er nog vijf en later vier naamvallen, maar allengs werd de uitgang minder prominent, vervolgens toonloos, om daarna helemaal niet meer te worden uitgesproken. In het Nederlands moet eenzelfde ontwikkeling hebben plaatsgevonden, maar voor deze taal zijn veel minder tussenstadia overgeleverd dan voor het Engels, en reconstructie is moeilijker.
Dit heeft oudere grammaticaschrijvers er niet van weerhouden toch naamvallen (de verschillende functiegebonden vormen) te willen reconstrueren. Voor het Nederlands zocht men enerzijds verschillende vormen in oudere teksten, maar vaak zonder voldoende grond. In de tijd dat er nog geen standaardtaal bestond (vóór de renaissance), was het vrij gemakkelijk onderling afwijkende vormen te vinden, hetzij door spellingvarianten, hetzij uit verschillende dialecten. De conclusie dat het hier om naamvallen ging, heeft later vaak geen stand kunnen houden.
Anderzijds werd ook nog van "naamvallen" gesproken als het woord maar één enkele vorm kende; de functie die het woord in de zin vervulde, moest dan de naamval bepalen.
In al zulke gevallen was echter van een werkelijk paradigma geen sprake meer. Men probeerde er een te construeren, omdat men van de veronderstelling uitging dat het Nederlands (of een andere taal) toch gemodelleerd moest zijn naar het Latijn, dat men als modeltaal beschouwde. Zo werd een norm opgelegd aan een taal, maar die norm was gebaseerd op de beschrijving van een andere taal. De moderne taalkunde verwerpt deze methode.
Het paradigma is in het Nederlands overigens niet verdwenen. Het volgende overzicht biedt slechts een greep.
- Een werkwoord heeft een paradigma. Een voorbeeld is komen, met onder meer uitgangen als -t en -en, en met klankverandering (ablaut).
- Het bijvoeglijk naamwoord goed kent nog de buigingsuitgang goede en de zelfstandige meervoudsvorm goeden (zij die onder de kwaden moeten lijden).
- In versteende uitdrukkingen vindt men nog wel sporen van het paradigma terug. Zo hebben we bij deze de combinaties schrijver dezes, bij deze(n), dezer dagen.

## Paradigmatische groep
Alternatieven kunnen echter ook een bewuste keuze uit een groep taalelementen vergen. Dan is er sprake van een heel ander soort paradigma.
- In de zin
Hij gaf de bal een schop
zijn er in plaats van de bal vele andere mogelijkheden; de bal kan vervangen worden door
de boom, zijn zusje, ons enzovoort.
 Hier is een bewustere keuze in het spel, en met iedere andere keuze verandert ook de betekenis. De keuze is dan ook niet door taalregels dwingend voorgeschreven, maar hangt ervan af wat de spreker bedoelt. Zouden we hier een tabel of een "rijtje" willen opstellen, dan ziet dat er heel anders uit dan het verbuigings- of vervoegingsparadigma. De alternatieven zijn immers nagenoeg oneindig in aantal:

| Hij gaf | de bal de boom zijn zusje de nietsvermoedende voorbijganger de man met de roestige fiets Serge ons niemand | een schop. |

De groep is open: er kunnen, vanuit taalkundig oogpunt, naar believen alternatieven worden vervangen, zolang het maar personen of voorwerpen betreft die de handeling van het schoppen ondergáán (lijdend voorwerp zijn). Niet tot het paradigma behoren elementen met een andere functie (bijvoorbeeld de bepaling plotseling); daardoor zou immers de zinsbouw veranderen, en dan is er van een ander paradigma sprake, met een andere klasse taalelementen.
Het hierboven getoonde paradigma laat zien dat de klasse van alternatieven betrekkelijk heterogeen kan zijn. Het kan om een zelfstandig naamwoord gaan (Serge), om een zelfstandig naamwoord met lidwoord (de bal), daar kan een voorbepaling bij komen (nietsvermoedende) of juist een nabepaling (met de roestige fiets). Maar ook een voornaamwoord (ons, niemand) past in het paradigma.

## Vorm- en betekenisparadigma
Bij de zojuist besproken paradigmatische groep is van betekenisvariatie sprake. Het paradigma laat een aantal alternatieve betekenisdragers toe: het is een betekenisparadigma. Bij het woordparadigma daarentegen gaat het vaak primair om een vormparadigma: er is geen verschil in betekenis tussen goed (een goed kind) en goede (een goede jongen), maar het zinsverband schrijft een andere vorm voor: er is een vormparadigma.
Alternatieven in vorm en in betekenis kunnen overigens hand in hand gaan. Zo wordt kwam gerekend tot het vormparadigma van kom of komen. Er is verschil in vorm, maar tegelijkertijd verschil in betekenis; kwam is immers de vorm die bij het betekeniselement "verleden, voorbij"  hoort: het is een verledentijdsvorm.

## Elementenin absentia

### Paradigma:in absentia
Paradigmatische keuzes leiden er dus toe dat in een bepaald verband slechts één vorm wordt gekozen; de alternatieven worden verworpen. Die alternatieven fungeren, in de woorden van de taalkundige Ferdinand de Saussure, in absentia, want ze zijn afwezig: er is voor die alternatieven níét gekozen, al kunnen we wel reconstrueren dat de keuze zich heeft voorgedaan. 
- In een zin met jongen kiezen we automatisch voor de vorm goede, in een zin met kind automatisch voor goed.
- In de zin Hij gaf de bal een schop zijn, bewuster, alternatieven met een andere betekenis weggelaten: "Het was dus niet de steen/de boom ... die hij een schop gaf."

(Overigens sprak De Saussure niet van "paradigmatisch" maar van "associatief".)

### Zinsbouw:in praesentia
Taalbouwsels hebben daarentegen ook bepalende elementen in praesentia, die dus wél aanwezig zijn. Men vindt ze terug in de zinsconstructie (woordvolgorde, andere woorden die bepalend zijn). Zo kan men zien dat bono in relatie staat tot het aanwezige pro; komt tot het ervoor staande hij. Deze relatie in praesentia is niet paradigmatisch, maar is terug te vinden (aanwezig) in het taalbouwsel (woordgroep, zin), en is daarmee onderdeel van de syntaxis.